# Episodi di Cotti e mangiati
La prima stagione della sitcom Cotti e mangiati è stata trasmessa in prima visione in Italia da Rai 1 dal 3 luglio 2006 al 12 settembre 2008.
| nº  | Titolo                    | Prima TV Italia   |
| --- | ------------------------- | ----------------- |
| 1   | Addio Veronica            | 3 luglio 2006     |
| 2   | Licenziare Romani         | 4 luglio 2006     |
| 3   | Concorrenza sleale        | 5 luglio 2006     |
| 4   | La fede                   | 2 settembre 2006  |
| 5   | Un pensierino             | 5 settembre 2006  |
| 6   | L'arrivo di Giusy         | 6 settembre 2006  |
| 7   | Fai da te                 | 7 settembre 2006  |
| 8   | L'ex di Silvana           | 8 settembre 2006  |
| 9   | Film da donna             | 1º giugno 2008    |
| 10  | Festa in casa             | 1º giugno 2008    |
| 11  | Il casalingo              | 2 giugno 2008     |
| 12  | Fumagalli in fuga         | 3 giugno 2008     |
| 13  | Senza figli               | 4 giugno 2008     |
| 14  | L'autopsia                | 15 giugno 2008    |
| 15  | Auto d'epoca              | 15 giugno 2008    |
| 16  | La banconota falsa        | 16 giugno 2008    |
| 17  | Mancini vs Ferri          | 16 giugno 2008    |
| 18  | Orto in casa              | 17 giugno 2008    |
| 19  | Notte in bianco           | 17 giugno 2008    |
| 20  | La patente                | 18 giugno 2008    |
| 21  | Iza innamorata            | 18 giugno 2008    |
| 22  | Grazie Iza                | 19 giugno 2008    |
| 23  | Cercasi Alessia           | 19 giugno 2008    |
| 24  | Sovrappeso improvviso     | 23 giugno 2008    |
| 25  | Fumagalli consuocero      | 23 giugno 2008    |
| 26  | Superstizione             | 24 giugno 2008    |
| 27  | L'amica di Marco          | 24 giugno 2008    |
| 28  | Finalmente soli           | 25 giugno 2008    |
| 29  | La vecchia 600            | 25 giugno 2008    |
| 30  | Tradimento                | 26 giugno 2008    |
| 31  | Cambiare casa             | 26 giugno 2008    |
| 32  | Seconda giovinezza        | 27 giugno 2008    |
| 33  | GiriMancini vs Fortunauto | 29 giugno 2008    |
| 34  | Frittata stupefacente     | 29 giugno 2008    |
| 35  | Una mamma per amica       | 30 giugno 2008    |
| 36  | Monolocale                | 30 giugno 2008    |
| 37  | Ritiro della patente      | 1º luglio 2008    |
| 38  | Colloquio di lavoro       | 1º luglio 2008    |
| 39  | Libri giusti              | 2 luglio 2008     |
| 40  | Chatta con me             | 2 luglio 2008     |
| 41  | Questione di fiducia      | 3 luglio 2008     |
| 42  | Vero amore                | 3 luglio 2008     |
| 43  | Disabili                  | 4 luglio 2008     |
| 44  | Serva padrona             | 4 luglio 2008     |
| 45  | La segretaria             | 7 luglio 2008     |
| 46  | Vacanza                   | 7 luglio 2008     |
| 47  | Calo del desiderio        | 8 luglio 2008     |
| 48  | 100 grammi                | 9 luglio 2008     |
| 49  | Gelosia coniugale         | 9 luglio 2008     |
| 50  | Arti marziali             | 10 luglio 2008    |
| 51  | Fashion                   | 11 luglio 2008    |
| 52  | Il sassofono              | 14 luglio 2008    |
| 53  | Donazioni familiari       | 15 luglio 2008    |
| 54  | Graffiti                  | 16 luglio 2008    |
| 55  | Il bebè                   | 17 luglio 2008    |
| 56  | Il guardone               | 18 luglio 2008    |
| 57  | Cocco di mamma            | 21 luglio 2008    |
| 58  | Donazione di sangue       | 22 luglio 2008    |
| 59  | Confidenze spontanee      | 23 luglio 2008    |
| 60  | Extra                     | 24 luglio 2008    |
| 61  | Telecomando               | 29 luglio 2008    |
| 62  | Sensi di colpa            | 30 luglio 2008    |
| 63  | Minigonna                 | 31 luglio 2008    |
| 64  | La grazia                 | 1º agosto 2008    |
| 65  | Nemici come prima         | 4 agosto 2008     |
| 66  | Il contagio               | 6 agosto 2008     |
| 67  | L'orecchino               | 7 agosto 2008     |
| 68  | Metal detector            | 8 agosto 2008     |
| 69  | Invasione di campo        | 11 agosto 2008    |
| 70  | Rapimento                 | 11 agosto 2008    |
| 71  | Il domandone              | 12 agosto 2008    |
| 72  | L'ex di Silvana           | 13 agosto 2008    |
| 73  | Il pipistrello            | 13 agosto 2008    |
| 74  | Un messaggio di troppo    | 14 agosto 2008    |
| 75  | Consulente matrimoniale   | 14 agosto 2008    |
| 76  | Presunto colpevole        | 15 agosto 2008    |
| 77  | Passioni giovanili        | 18 agosto 2008    |
| 78  | I ladri                   | 18 agosto 2008    |
| 79  | La torta                  | 19 agosto 2008    |
| 80  | Fumagalli fuma            | 19 agosto 2008    |
| 81  | Art Attack                | 19 agosto 2008    |
| 82  | Rose rosse                | 20 agosto 2008    |
| 83  | Check up                  | 20 agosto 2008    |
| 84  | Sogno premonitore         | 21 agosto 2008    |
| 85  | Sistemi di sicurezza      | 21 agosto 2008    |
| 86  | Occhio nero               | 21 agosto 2008    |
| 87  | Beneficenza               | 22 agosto 2008    |
| 88  | L'armatura                | 26 agosto 2008    |
| 89  | Disco sparito             | 27 agosto 2008    |
| 90  | L'aggressione             | 28 agosto 2008    |
| 91  | Il telefonino nuovo       | 29 agosto 2008    |
| 92  | Sorelle ai fornelli       | 1º settembre 2008 |
| 93  | Chirurgia plastica        | 2 settembre 2008  |
| 94  | L'arrivo di Giusy         | 3 settembre 2008  |
| 95  | Un aiuto per Michela      | 4 settembre 2008  |
| 96  | Un pensierino             | 5 settembre 2008  |
| 97  | Spionaggio industriale    | 5 settembre 2008  |
| 98  | Amicizia disinteressata   | 8 settembre 2008  |
| 99  | Referendum                | 9 settembre 2008  |
| 100 | Camping                   | 10 settembre 2008 |
| 101 | Internet                  | 11 settembre 2008 |
| 102 | Allarme pianta            | 12 settembre 2008 |